# Pontikonissi
Pontikonissi  (in greco Ποντικονήσι?) è un isolotto della Grecia vicino a Corfù.
La sua caratteristica di spicco è una cappella bizantina del Cristo Pantocratore, risalente all'XI o XII secolo.
L'isola di Pontikonisi sarebbe servita da ispirazione per il famoso dipinto di Arnold Böcklin L'isola dei morti.